# 가시부리새류
가시부리새류(Spinebill)는 참새목 꿀빨기새과(꿀빨기새류)의 가시부리새속(Acanthorhynchus)에 속하는 2종의 조류를 가리킨다. 크기는 약 15cm 정도이다. 오스트레일리아의 토착종으로 한 종은 동부에, 한 종은 서부에서 발견된다.

## 하위 종
- 서부가시부리새 (Acanthorhynchus superciliosus)
- 동부가시부리새 (Acanthorhynchus tenuirostris)